# Keflavík i Njarðvík
Keflavík i Njarðvík (isl. Keflavík og Njarðvík) – miejscowość w południowo-zachodniej części Islandii, na półwyspie Reykjanes, nad fiordem Stakksfjörður (część zatoki Faxaflói). Stanowi jednostkę osadniczą wyróżnianą przez islandzki urząd statystyczny, składającą się z historycznych osad Keflavík i Njarðvík, a także z rozwijającej się współcześnie osadą Ásbrú. Tak ujmowana jednostka stanowi piątą pod względem liczby ludności miejscowość Islandii. Na początku 2018 roku zamieszkiwało ją 17,6 tys. osób. Wchodzi w skład gminy Reykjanesbær, w regionie Suðurnes.